# Nhân Perlia
Nhân Perlia nằm ở trung não, trung điểm của điểm nối giữa nhân vận nhãn phải và trái, có liên quan đến chức năng vận nhãn của hệ đối giao cảm, có thể chi phối cả mống mắt và cơ thể mi. Nhân Perlia được cho là một đặc điểm chỉ có ở những loài động vật có khả năng nhìn bằng hai mắt (thị giác hai mắt).
Năm 1891, nhân Perlia được xác định là trung điểm phối hợp chuyển động quy tụ của mắt dựa trên các phát hiện lâm sàng trong bệnh lý nhãn khoa.